# Serixia binhensis
Serixia binhensis là một loài bọ cánh cứng trong họ Cerambycidae.